# Heliomata infulata
Heliomata infulata är en fjärilsart som beskrevs av Augustus Radcliffe Grote 1863. Heliomata infulata ingår i släktet Heliomata och familjen mätare. Inga underarter finns listade i Catalogue of Life.